# Światowid (magazyn telewizyjny)
Światowid – cotygodniowy magazyn publicystyczny (publicystyka międzynarodowa) emitowany w latach 60. XX wieku w Telewizji Polskiej, prowadzony przez Edwarda Michała Dylawerskiego - dziennikarza i dyplomatę. Doczekał się 400 emisji.